# Китин Муньос
Антонио Хосе Муньос Валкарсел (известен като Китин Муньос, роден на 19 ноември 1958 г. в Сиди Ифни, Мароко) е испански мореплавател и офицер от елитните части на испанската армия.
Китин Муньос става посланик на добра воля на ЮНЕСКО през април 1997 г.
На 26 октомври 2002 г. Китин Муньос сключва брак с княгиня Калина. Сватбата се състои в двореца „Царска Бистрица“ край Боровец, Рила.
Княгиня Калина ражда момче на 14 март 2007 г. в Университетската болница „Лозенец“ в София. Бебето им носи името Симеон Хасан – наречено е на дядо си и в памет на покойния крал на Мароко Хасан II, личен приятел на дядото Симеон Сакскобургготски.